# Ryan Elliott
Ryan Elliott (né le 6 avril 2004) est un coureur cycliste australien, spécialisé dans les disciplines de vitesse sur piste. Il est notamment  vice-champion du monde de vitesse par équipes en 2024.

## Biographie
En 2022, Ryan Elliott devient champion d'Australie de vitesse juniors (moins de 19 ans). Il obtient sa qualification pour les mondiaux sur piste juniors où il remporte l'or sur la vitesse par équipes et l'argent sur la vitesse individuelle.
En 2023, pour ses débuts chez les élites, il est médaillé de bronze de la vitesse par équipes aux championnats d'Océanie. L'année suivante, aux championnats d'Océanie, il décroche le titre en vitesse par équipes et le bronze en vitesse individuelle derrière ses compatriotes Matthew Richardson et Leigh Hoffman. En octobre 2024, il fait ses débuts aux championnats du monde élites et décroche l'argent en tant que démarreur sur la vitesse par équipes avec Thomas Cornish et Hoffman.

## Palmarès

### Championnats du monde
| Édition / Épreuve       | Vitesse | Vitesse par équipes |
| Tel Aviv 2022 (juniors) | Argent  | Or                  |
| Ballerup 2024           |         | Argent              |

### Coupe des nations
- 2025
  - 3e de la vitesse par équipes à Konya

### Championnats d'Océanie
| Édition / Épreuve | Vitesse | Vitesse par équipes |
| Brisbane 2023     |         | Bronze              |
| Cambridge 2024    | Bronze  | Or                  |
| Brisbane 2025     |         | Or                  |

### Championnats d'Australie
- 2022
  -  Champion d'Australie de vitesse juniors
- 2023
  - 2e de la vitesse par équipes
- 2024
  - 3e de la vitesse par équipes